# Fèlix Albajes i Garcia
Fèlix Albajes i Garcia (Barcelona, 1911- Cabrera de Mar, 1996) fou un pintor i escultor català del segle xx.

## Obra artística
Pintor i escultor l’obra del qual inclou formes, tècniques i formats diversos. Tota la seva obra mostra la influència del mestratge de Manolo Hugué, a qui conegué i freqüentà durant 16 anys a Caldes de Montbui. També s'hi reconeix les seves relacions plàstiques amb Joaquim Mir, Francesc Domingo i Arístides Maillol (1945). La seva llarga trajectòria, tanmateix, li permet demostrar en tot moment la seva llibertat creadora.
De tots ells i dels clàssics, Fèlix Albajes aprengué a traduir l’emoció i sensibilitat estètiques a unes formes i continguts ben personals sense massa concessions a l’avantguarda de cada moment tot i freqüentar alguns cercles artístics barcelonins. Contribuí, per exemple, a crear el cercle Maillol de l’Institut Francès de Barcelona del qual fou President i Secretari.
La seva obra inclou, tant es escultura com en pintura, una temàtica diversa que es pot trobar en col·leccions particulars, en espais públics urbans i rurals o esglésies. Paisatges, marines, bodegons i flors, i figura humana són els temes que més abunden en la seva obra.
Del negoci familiar en teixits és remarcable la seva obra de dibuixos per a teixits tot i que avui en dia és difícil trobar-ne mostres, tant dels originals com dels teixits.

## Biografia
Neix a Barcelona el 1911 i el 1916 la seva família es trasllada a Caldes de Montbui. Mor el 1996 a Cabrera de Mar.
El 1924 coneix personalment els pintors Joaquim Mir i Francesc Domingo que aleshores vivien també a Caldes de Montbui. A partir de 1929 es relaciona estretament amb Manolo Hugué a Caldes on Manolo s'establí a partir d’aquest any fins a 1945 quan morí. Des d’aleshores en Fèlix passa llargues hores al taller d’en Manolo on aprèn les tècniques que després conrea. A través de Manolo Hugué, el 1931 coneix l’escultor Arístides Maillol amb qui estableix amistat.
En la fàbrica de teixits que el seu pare tingué a Caldes, es familiaritza amb les disciplines de l’enginyeria tèxtil i a partir d’aleshores dissenya models per a teixits, activitat que es perllongà força anys.
Exposa la seva obra pictòrica i escultòrica en exposicions col·lectives i individuals, majoritàriament a Barcelona però també a d'altres indrets del País.

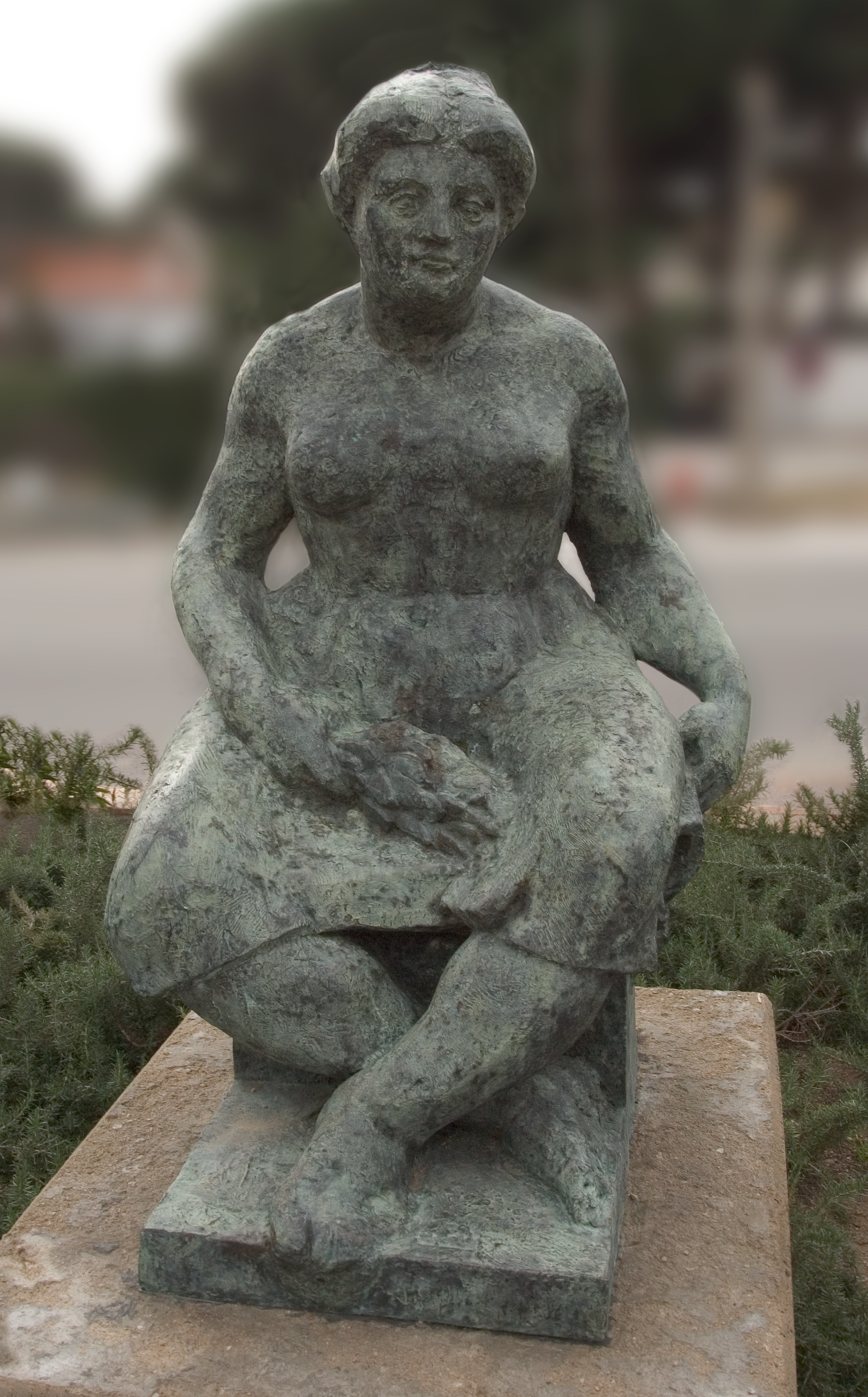
Fèlix Albajes, 1991; escultura la Dona Catalana a la Plaça Nova 1 d'octubre de Cabrera de Mar, Maresme

Paral·lelament es dedica a l’obra d’envergadura, tant de pintura com d’escultura. Alguns exemples en són  l’altar i la figura de Sant Vicenç a la parròquia de Sant Vicenç de Castellet (avui en dia les pintures molt malmeses), el relleu del timpà de l’església de Cabrera de Mar, la creu de ferro del camí de la Pobla de Lillet al Santuari de Falgars, l’escultura de la Dona Catalana en la plaça Major de Cabrera de Mar.